# Czas Fantastyki
Czas Fantastyki (z podtytułem „Dwumiesięcznik [od 2008 Kwartalnik] dla zaawansowanych”) – polski magazyn publicystyczno-literacki poświęcony fantastyce wydawany w latach 2004–2015, czasopismo pochodne miesięcznika „Nowa Fantastyka”. Początkowo dwumiesięcznik, od numeru 2/2008 kwartalnik. Dostępny był jedynie w prenumeracie i w sklepach sieci Empik. Przez dłuższy czas wydawcą była spółka Prószyński Media, od 2013 współwydawcą zostało Narodowe Centrum Kultury, a czasopismo stało się bezpłatnym kwartalnikiem. Przez cały okres ukazywania się redaktorem naczelnym był Maciej Parowski.

## Stałe rubryki
- Szkice
- Rozmowy
- Felietony
- Proza
- Komiks
- SF na świecie i w sieci

Źródło: Katalog Czasopism Kulturalnych

## Stali współpracownicy
- Michał Cetnarowski
- Agnieszka Dębska
- Jacek Dukaj
- Arkadiusz Grzegorzak
- Marek S. Huberath
- Anna Dorota Kamińska
- Robert Klementowski
- Bartosz Kurc
- Paweł Laudański
- Konrad T. Lewandowski
- Andrzej Marks
- Tadeusz A. Olszański
- Marcin Przybyłek
- Jaga Rydzewska
- Grzegorz Szczepaniak
- Wit Szostak
- Szczepan Twardoch
- Marcin Wolski

Źródło: Katalog Czasopism Kulturalnych